# Laura Bernat
Laura Bernat (ur. 28 września 2005 w Lublinie) – polska pływaczka specjalizująca się w stylu grzbietowym. 
W lipcu 2021 została mistrzynią Europy juniorów na 200 m stylem grzbietowym. Kilka tygodni później na igrzyskach olimpijskich w Tokio zajęła w tej samej konkurencji 14. miejsce, uzyskawszy w półfinale czas 2:12,86. Olimpijka z Paryża 2024.

## Osiągnięcia
| Basen 50 m | Basen 50 m                             | Basen 50 m | Basen 50 m            | Basen 50 m | Basen 50 m |
| Rok        | Impreza                                | Miejsce    | Konkurencja           | Lokata     | Wynik      |
| ---------- | -------------------------------------- | ---------- | --------------------- | ---------- | ---------- |
| 2021       | Mistrzostwa Europy juniorów w pływaniu | Rzym       | 200 m st. grzbietowym | 1.miejsce  | 2.10,14    |
| 2022       | Mistrzostwa Europy juniorów w pływaniu | Otopeni    | 200 m st. grzbietowym | 2.miejsce  | 2:11,07    |

## Rekordy życiowe
Stan na 14 sierpnia 2022
| Basen 50 m            | Basen 50 m | Basen 50 m       | Basen 50 m |
| Konkurencja           | Czas       | Data             | Miejsce    |
| --------------------- | ---------- | ---------------- | ---------- |
| 50 m st. grzbietowym  | 29,08      | 5 lipca 2022     | Otopeni    |
| 100 m st. grzbietowym | 1:01,73    | 15 sierpnia 2022 | Rzym       |
| 200 m st. grzbietowym | 2:09,81    | 28 marca 2021    | Lublin     |